# Yoshiko Matsumura
Pour les articles homonymes, voir Matsumura.
Yoshiko Matsumura (-Kanda), née le 9 décembre 1941, est une joueuse de volley-ball japonaise.
Joueuse de l'équipe du Japon de volley-ball féminin, elle remporte le Championnat du monde de volley-ball féminin 1962 et le tournoi olympique de volley-ball de 1964 à Tokyo. 